# Q. Allan Brocka
 (avril 2019).
Si vous disposez d'ouvrages ou d'articles de référence ou si vous connaissez des sites web de qualité traitant du thème abordé ici, merci de compléter l'article en donnant les références utiles à sa vérifiabilité et en les liant à la section « Notes et références ».
Q. Allan Brocka (né en 1972 à Guam) est un réalisateur américain d'origine philippine.

## Biographie
Q. Allan Brocka est connu pour ses films mettant en scène l'homosexualité et la prostitution masculine.

## Filmographie partielle
- 2004 : Eating Out
- 2006 : Boy Culture avec Patrick Bauchau
- 2007-2009 : Rick & Steve: The Happiest Gay Couple in All the World (série d'animation)